# Diedorf
Diedorf là một đô thị tại huyện Augsburg, bang Bayern nước Đức. Đô thị Diedorf có diện tích 33,21 km², dân số thời điểm ngày 31 tháng 12 năm 2006 là 9968 người. Đô thị này tọa lạc 9 km về phía tây của Augsburg.
Đô thị Diedorf bao gồm thị xã Diedorf và 8 làng: Anhausen, Biburg, Hausen, Kreppen, Lettenbach, Oggenhof, Vogelsang, và Willishausen.